# Ротовые органы насекомых

Развитие ротовых частей от примитивного грызущего типа у саранчового в центре (A) к грызуще-лижущему у пчелы (B), сосущему у бабочки (C) и колюще-сосущему у комара (D). Обозначения: a, антенны; c, сложные глаза; lb, лабиум; lr, лабрум; md, мандибулы; mx, максиллы.

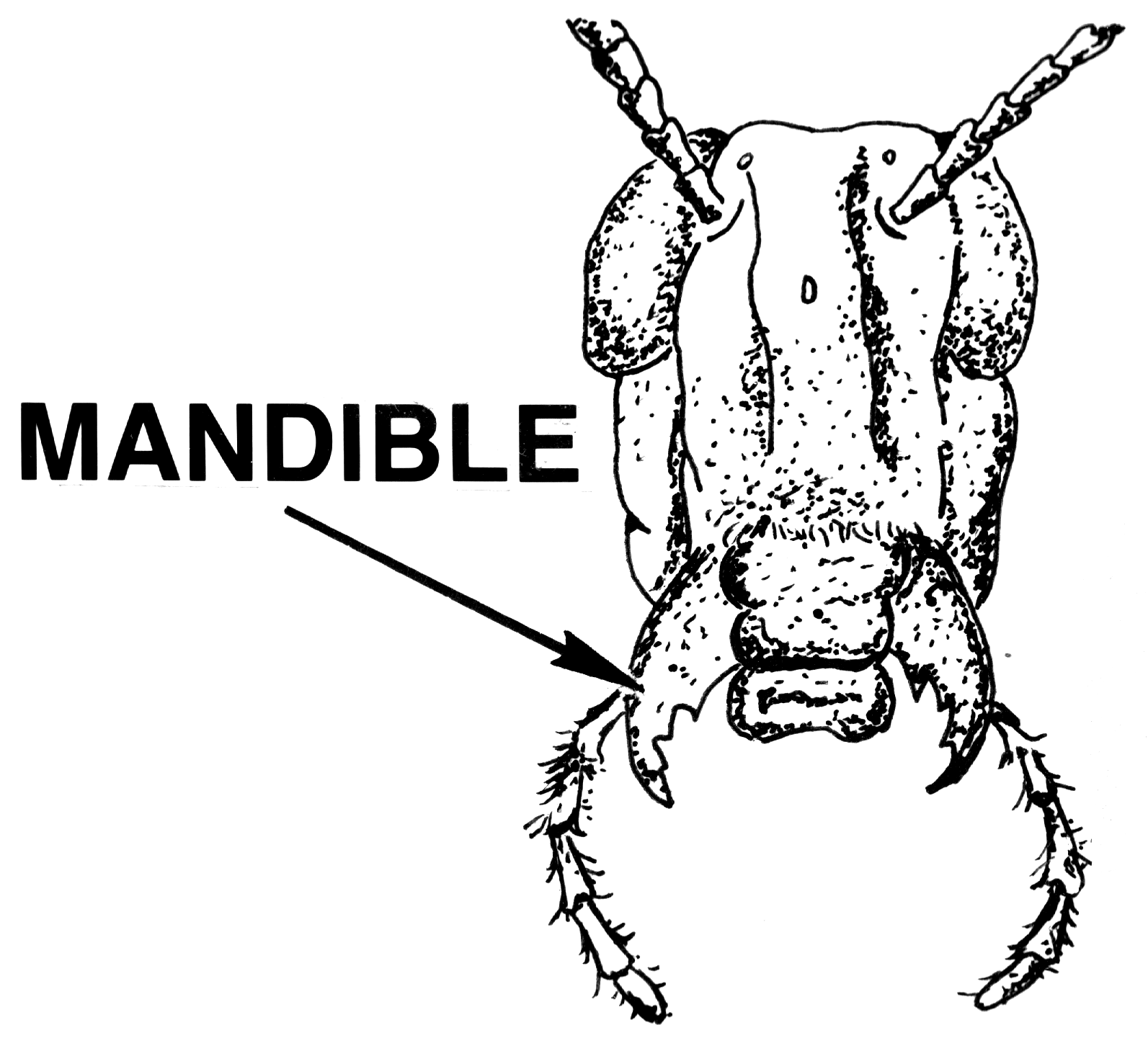
Жвалы (мандибулы)

Ротовые органы насекомых (ротовые части, ротовой аппарат) — внешние придатки на голове насекомых, служащие для приёма пищи.

## Описание
Ротовые части насекомых представляют результат эволюционного развития и видоизменения парных конечностей членистоногих.
Исходным типом ротовых органов является грызущий ротовой аппарат, от которого в результате специализации развились множество других типов: лижущий, колюще-сосущий, трубчато-сосущий и другие.

## Грызущий ротовой аппарат
Предназначен для разрывания и поглощения более или менее твердой пищи. Примеры: тараканы, саранча, кузнечики, жуки, рогохвосты, пилильщики, муравьи. Некоторые насекомые, которые в стадии имаго утратили такой ротовой аппарат, сохранили его на стадии личинок (например, гусеницы бабочек).

### Лабрум
Верхняя губа (labrum). Подвижная пластинка, которая сверху прикрывает другие ротовые органы.

### Мандибулы
Верхние челюсти, мандибулы или жвалы (mandibulae). Твёрдые нерасчленённые образования. У хищников вооружены изнутри сильными и острыми зубцами, как правило вытянутые. У растительноядных видов жвалы более широкие. У общественных насекомых служат для защиты и нападения и особо сильно развиты у касты солдат (муравьи, термиты).

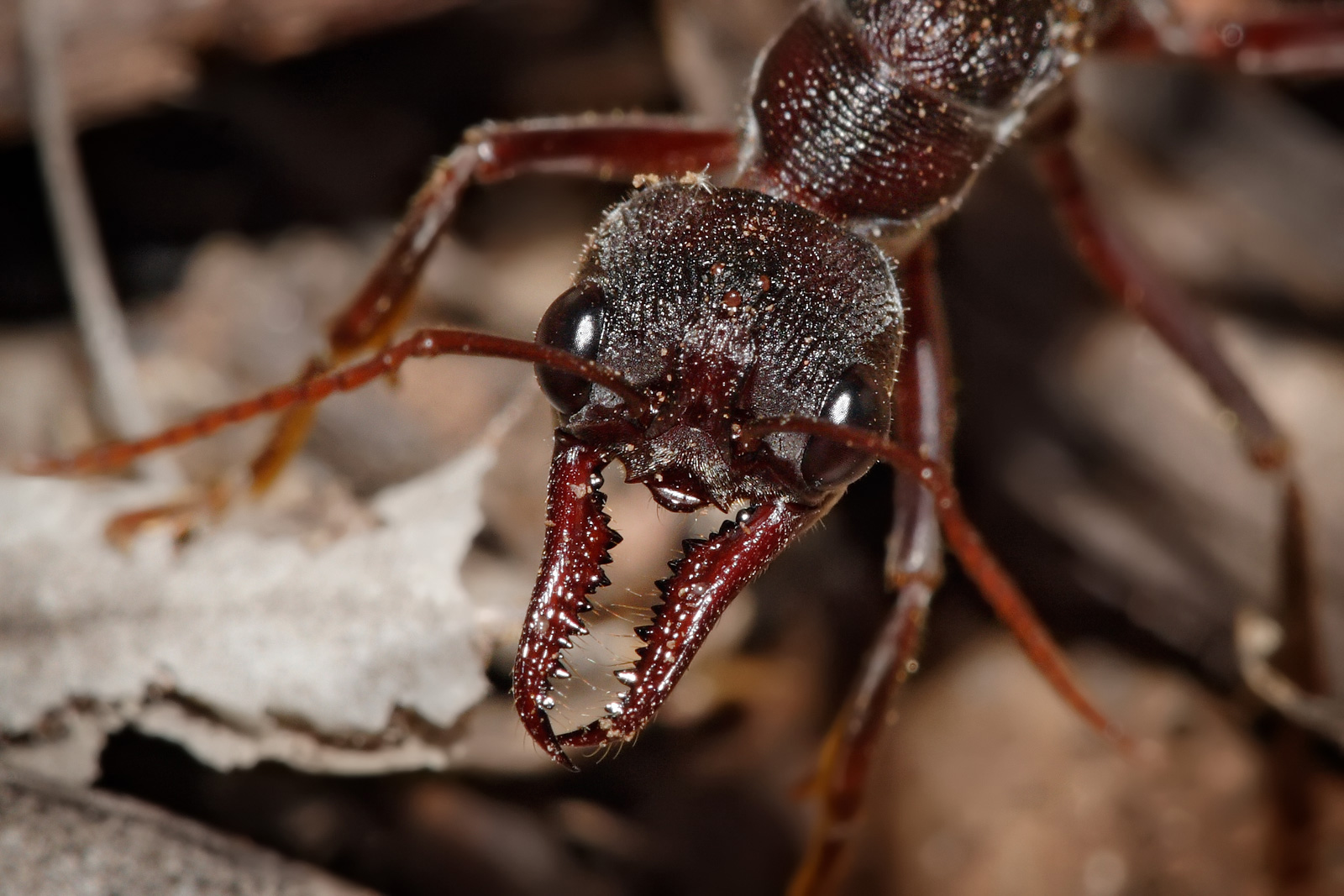
Мандибулы муравья

### Максиллы
Нижние челюсти (Максиллы, maxillae). В исходном генерализованном типе состоят из 5 частей: кардо, стипес, галеа, лациния, щупики (из 5 члеников).

### Лабиум
Нижняя губа (labium) является второй парой нижних челюстей, слившихся между собой. В исходном генерализованном типе состоят из 5 частей: подбородок (постментум = субментум + ментум), прементум, щупики, глоссы, параглоссы. Глоссы и параглоссы образуют апикальную часть нижней губы, называемую лигулой или язычком.

### Гипофаринкс
Подглоточник, или гипофаринкс (hypopharynx). Расположен под глоткой и делит предротовую полость на два отдела: передний и задний. В переднем отделе (цибарий) открывается ротовое отверстие. В задний отдел (саливарий) впадает выводное отверстие слюнных желёз.

## Грызуще-лижущий ротовой аппарат
Характерен для жалящих перепончатокрылых, посещающих цветковые растения для потребления нектара. Примеры: пчёлы, шмели, осы. Их верхние челюсти и верхняя губа устроены также как и в грызущем ротовом аппарате. Мандибулами они захватывают добычу (осы) и роют земляные гнёзда (песочные осы), формируют кусочки воска (пчёлы) или других материалов для строительства своих гнёзд (бумажные осы). Максиллы и нижняя губа превратились в длинный выдвигающийся орган (обычно называемый язычком), который служит для проникновения в глубину цветка и высасывания оттуда нектара.

## Лижущий ротовой аппарат

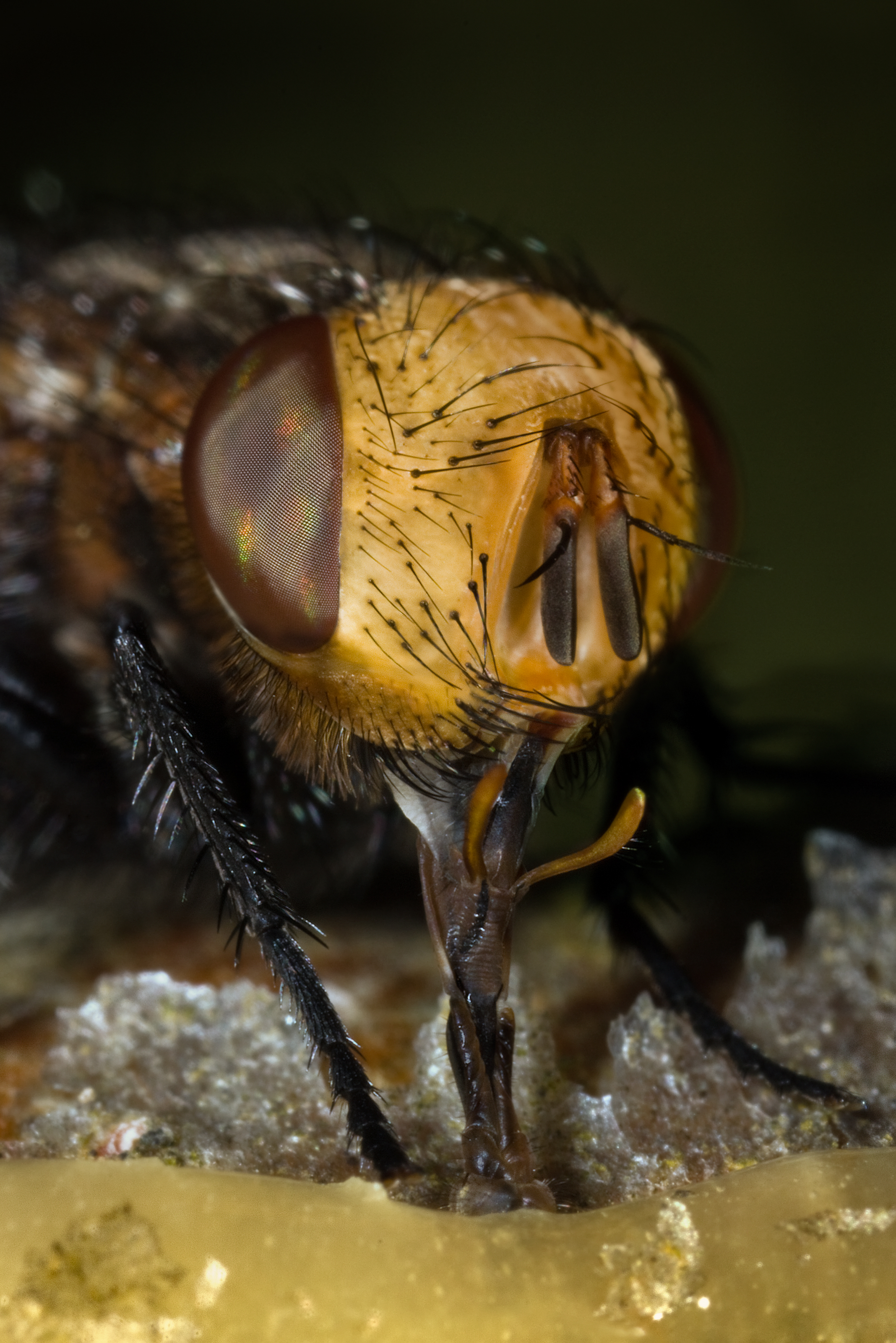
Тахина

Особую модификацию представляет мускоидный тип ротового аппарата, возникший у мух и приспособленный к потреблению как жидкой, так и твердой пищи. Мандибулы и максиллы редуцированы, а остальные органы превращены в хоботок. Развит у некровососущих мух, в том числе у комнатной мухи.

## Режуще-сосущий ротовой аппарат
Развит у слепней и некоторых других двукрылых насекомых.

## Колюще-сосущий ротовой аппарат
Развился у насекомых для потребления жидкой пищи, которым для этого необходимо прокалывать пищевой субстрат. Примеры: клопы (постельные клопы, водомерки), равнокрылые (тли, цикады, червецы и щитовки), комары, вши, блохи, трипсы и др.

## Трубчато-сосущий ротовой аппарат
Характерен для бабочек, у которых приём пищи не сопровождается проколом пищевого субстрата.

## Маска стрекозы
У личинок некоторых видов стрекоз нижняя губа преобразована в так называемую маску — выдвижную хватательную челюсть.